# Die Kinder von Bullerbü
Die Kinder von Bullerbü (Originaltitel: Alla vi barn i Bullerbyn) ist eine 13-teilige schwedische TV-Serie des Regisseurs Olle Hellbom aus dem Jahr 1960. Sie basiert auf den Kinderbüchern Wir Kinder aus Bullerbü von Astrid Lindgren, die auch die Drehbücher schrieb, wie zu allen Verfilmungen ihrer Bücher durch Hellbom. 1986 wurde mit Wir Kinder aus Bullerbü eine weitere Verfilmung der literarischen Vorlage realisiert.

## Handlung
Siehe: Wir Kinder aus Bullerbü

## Episoden
1. Lisa und ihr Lämmchen
2. Mittsommernacht
3. Besuch bei einem Wassergeist
4. Zähneziehen tut nicht weh
5. Der Schuster und sein Hund
6. Jeden Tag ist etwas los
7. Kerstin geht auf Abenteuer
8. Reise durch ein Jahr
9. Flucht vor den Rothäuten
10. April April
11. Spuk auf dem Heuboden
12. Weihnachtsschmaus bei Tante Jenny
13. Lasse, der Eisläufer

## Filme
Später wurden aus der Serie zwei Filme zusammengeschnitten:
- 1960: Alla vi barn i Bullerbyn (deutscher Titel laut IMDb: Ein Wiedersehen auf Bullerbü) Alla vi barn i Bullerbyn bei IMDb
- 1961: Bara roligt i Bullerbyn (deutscher Titel laut IMDb: Die Kinder von Bullerbü) Bara roligt i Bullerbyn bei IMDb